# Bossányi család
Nagybossányi és nagyugróci Bossányi család régi magyar nemesi család, amely a Divék nemzetségből ered.

## Története
A család a gróf Ujfalussy, báró Majthényi, báró Rudnyánszky, Bacskády, Besznák, Csermendy, Divéky, Jókuthy, Motesiczky, Rudnay és nyitrazsámbokréti Zsámbokréthy családokkal együtt a Nyitra vármegyei ősi Divék nemzetségből vette eredetét.
Őse Folkomár ispán a 13. század közepén élt és IV. Bélától Bosán földet kapta cserébe bizonyos turócmegyei birtokért. Fiai Gyüvéki (Divéki) Baán és Kozma 1275-ben osztoztak meg a nyitra- és trencsén vármegyei ősi birtokaikon, összesen 9 községben.
1277-ben IV. László Dyueki-Baán fia Barleus mestert és testvéreit Budmert (1277-1298), Iroszlót (1277-1316), az 1299-iki pozsonyi alispánt és Gergelyt, valamint nagybátyja, Kozma fiait (Kozma, Leusták, Lukács és Iván) megerősítette Bosán birtokában, 1287-ben pedig a nyitravármegyei Preznichét adományozta neki. 1294-ben az említett Barleus 12 márka vérdijt fizetett az általa megölt Aladár fia István barsi várjobbágy testvérének Miklósnak. 1299-ben III. Endre Barleusnak és testvérének Iroszlónak a hűtlen Divéki István birtokainak harmadrészét adományozta. 1300-ban Barleus és Iroszló trencséni Csák Mátéval keveredtek ellenségedkedésbe és III. Endrétől a bars vármegyei Vezekényt kapták adományul. Baán négy fia közül Barleus (fiai Miklós és János), Iroszló (fiai Domokos, Péter és Demeter) és Budmer ispán (fia András) terjesztették tovább a családot. 1300-ban a király elvette a Károly Róbertet támogató érsektől az irányítást és azt az említett testvéreknek adta.
1837-ben Kisprónán Bossányi Miklós özvegye, Bossányi Lajos és Godefridus szerepelt a nemesi összeírásban.
A család egyik ága Bihar vármegyébe származott át.
A család egyik férfiágon kihalt ága 1694-ben bárói, 1775-ben grófi címet szerzett.

## Neves családtagok
- Bossányi Márton 1610-ben Bars vármegye szolgabírája[4]
- Bossányi János 1618-ban nyitrai követ
- Bossányi Mihály 1635-ben barsi alispán, majd bárói címet szerzett
- Bossányi László, Mihály fia, fontos szerepet vitt I. Lipót korában
- Bossányi Boldizsár 1622-ben a soproni országgyülésen követ
- Bossányi Gábor 1681, 1715 és 1720-ban nyitrai követ, előbb Bercsényi Miklós titkára majd a nagyszombati kerületi tábla elnöke
- Bossányi Ádám 1681-ben nyitrai alispán
- Bossányi Farkas (1669-1726) jezsuita rendi tanár.
- Bossányi András (1673-1730) bölcsész, jezsuita rendi tanár.
- Bossányi Gábor hittudós és egyetemi tanár.
- Bossányi Szerafin (1713-1785) hittudós, minorita rendi áldozópap.
- Bossányi József 1741-ben nyitrai követ, 1743-ban Nyitra vármegye alispánja[5]
- Bossányi Imre 1751-ben nyitrai követ, majd 1760-ban alispán, később alországbiró, királyi alhelytartó és 1775-től gróf, vele azonban kihalt a grófi ág.
- Bossányi Miklós 1760-tól szeptemvir, a bárói ág utolsó sarja
- Bossányi Ferenc 1764-ben bihari követ volt.
- Bossányi Ferenc (1703–1786) Bihar vármegye főjegyzője, országgyűlési követ, Kazinczy Ferenc nagyapja
- Bossányi András (1753–1825) orvos.
- Bossányi András (?–1831) bölcsész, akadémiai tanár.
- Bossányi Simon az 1840-es években nyitrai alispán, majd pedig az abszolutizmus alatt hontvármegyei főnök.
- Bossányi Ervin (1891-1975) festő, iparművész.
- Bossányi Katalin újságíró